# Contratenor
Een contratenor (ook countertenor, altus of contraten) is een volwassen man die zingt met een stembereik dat overeenkomt met dat van een alt door gebruik te maken van de falset. De typische altenstem begint ongeveer bij F onder centraal C en gaat tot ongeveer een E boven de centrale C (F0-E2 in Europese notatie).
Deze term wordt vrijwel uitsluitend gebruikt in de context van de klassieke muziek, hoewel veel artiesten in de populaire muziek de contratenortechniek evenzeer gebruiken. Voorbeelden zijn Jimmy Somerville uit Bronski Beat en de Communards, Jimmy Helms van Londonbeat en Barry Gibb van de Bee Gees. In de tweede helft van de 20e eeuw won de stem van de contratenor enorm aan populariteit, deels door pioniers zoals Alfred Deller, deels door de toenemende populariteit van de opera's uit de tijd van de barok en de noodzaak om de castraatrollen in deze werken in te vullen. Hoewel het stemtype grotendeels als een fenomeen werd beschouwd dat past bij oude muziek, is het moderne repertoire groeiende.
sopraan‎ · 
mezzosopraan‎ ·
alt · 
contratenor · 
tenor‎ · 
bariton‎ · 
bas